# Őzformák
Az őzformák (Capreolinae) az emlősök (Mammalia) osztályának párosujjú patások (Artiodactyla) rendjébe, ezen belül a szarvasfélék (Cervidae) családjába tartozó alcsalád.
Feltételezések szerint az első őzformák a miocén kor második felében jelentek meg, körülbelül 11,5-7,7 millió évvel ezelőtt. Talán Közép-Ázsiában.

## Rendszerezés
Az alábbi lista a következő kutatók munkáin alapul: Randi, Mucci, Claro-Hergueta, Bonnet és Douzery (2001); Pitraa, Fickela, Meijaard, Groves (2004); Ludt, Schroeder, Rottmann és Kuehn (2004); Hernandez-Fernandez és Vrba (2005); Groves (2006); Ruiz-Garcia, M., Randi, E., Martinez-Aguero, M. és Alvarez D. (2007); Duarte, J.M.B., Gonzalez, S. és Maldonado, J.E. (2008). Eddig ez a legmodernebb rendszerezése a szarvasfélék eme ágának, de ez nem azt jelenti, hogy végleges is, mivel még vannak bizonytalan rendszertani besorolású fajok, illetve alfajok. A biológusok még abban sem értenek egyet, hogy valójában melyik őzforma melyikkel rokon, vagy, hogy valójában hány állatfaj is tartozik ide.
Az alcsaládba az alábbi 2 nemzetség és 10 emlősnem tartozik:
- Capreolini
  - Alces Gray, 1821 – 1 élő faj
  - őzek (Capreolus) Gray, 1821 – 2 élő faj és 2 fosszilis faj
  - Hydropotes Swinhoe, 1870 - 1 élő faj

- Rangiferini
  - Blastocerus Wagner, 1844 – 1 élő faj és 2 fosszilis faj
  - villásszarvasok (Hippocamelus) Leuckart, 1816 – 2 élő faj és 2 fosszilis faj
  - nyársasszarvasok (Mazama) Rafinesque, 1817 – 10 élő faj[3]
  - Odocoileus Rafinesque, 1832 – 2 élő faj és 5 fosszilis faj
  - Ozotoceros Ameghino, 1891 – 1 élő faj
  - törpeszarvasok (Pudu) Gray, 1852 – 2 élő faj
  - Rangifer Smith, 1827 – 1 élő faj

### Fordítás
- Ez a szócikk részben vagy egészben  a   Capreolinae című angol Wikipédia-szócikk ezen változatának fordításán alapul.  Az eredeti cikk szerkesztőit annak laptörténete sorolja fel. Ez a jelzés csupán a megfogalmazás eredetét és a szerzői jogokat jelzi, nem szolgál a cikkben szereplő információk forrásmegjelöléseként.